# Sonikov film
Sonikov film (engl. Sonic the Hedgehog, jap. ソニック・ザ・ムービー) akciono-pustolovni je igrani crtani film koji se zasniva na Seginoj seriji video-igara Sonic the Hedgehog. Reditelj filma je Džef Fauler (kome je ovo prvi dugometražni rediteljski projekat), a scenariste su Pet Kejsi i Džoš Miler. U glavnim ulogama su: Ben Švorc kao Sonikov glas, Džim Keri kao Doktor Robotnik, Džejms Marsden kao policajac Tom Vahovski i Tika Sampter kao Medi Vahovski. U filmu, policajac Tom Vahovski pronađe Sonika i mora mu pomoći da pobegne od ludog naučnika Robotnika.
Film se počeo planirati 1990-ima, ali je razvoj započeo tek 2013, kada je Sony Pictures stekao prava. U produkciji je bio uključen Marza Animation Planet, japanski animacioni studio Sega Sammy Holdingsa, a Fauler je doveden kao režiser 2016. godine. Paramount Pictures je stekao prava filma 2017. godine. Većina glumačke ekipe potpisana je do avgusta 2018, a glavno snimanje održano je između septembra i oktobra te godine u Vankuveru i na istoimenom ostrvu. Nakon negativnih reakcija na prvi trejler iz 2019, datum izlaska je bio odgođen tri meseca da se izgled Sonika redizajnira.
Premijera Sonikovog filma bila je u Pozorištu Paramauntu 25. januara 2020, a međunarodna objava bila je u februaru 2020. godine. Kritičari su pohvalili glumce (pogotovo Bena Švorca i Džima Kerija), Sonikov dizajn i animaciju, vizuelne efekte, akcione scene i poštovanje izvornog materijala, dok su kritikovali priču zbog manjka originalnosti. Film je postavio rekord za najveći početni vikend filma koji se zasniva na video-igri u Sjedinjenim Američkim Državama i Kanadi. Zaradio je više od 313 miliona dolara širom sveta, što ga čini šestim filmom iz 2020. s najvećom zaradom i adaptacijom video-igre s najvećom zaradom u Severnoj Americi. U Srbiji se film počeo prikazivati 13. februara 2020. u bioskopima. Srpsku sinhronizaciju je distribuirao Taramaunt. Engleska verzija sa srpskim titlovima dostupna je na srpskoj verziji usluge HBO GO.
Film prate nastavci Sonikov film 2 (2022), Sonikov film 3 (2024) i Sonikov film 4 (2027).

## Sinopsis
Na dalekoj planeti, Sonik, plavi jež koji može da trči nadzvučnom brzinom, živi s čuvaricom sovom Kandžom (engl. Longclaw). Jednog dana pleme ehidna pronađe dom Kandže i Sonika, i žele uhvatiti Sonika zbog njegove moći. Kandža ponese Sonika sa sobom daleko u šumu, i dade mu vreću prstenova i kaže da, ako je ikad u opasnosti, da iskoristi prsten kojim može putovati kroz svetove. Kandža ostane na planeti da se bori s ehidnama dok Sonik napusti planetu da stigne na Zemlju. Deset godina kasnije, Sonik je tinejdžer koji uživa u svom tajnom životu u malom gradu Grin Hilsu, Montana. Iako je zadovoljan sa svime što novi svet donosi, voleo bi da ima drugare. Stanovnici Grin Hilsa koje najviše voli su šerif Tom Vahovski i njegova žena veterinarka Medi. Sonik ne zna da se planiraju preseliti u San Francisko jer je Tomu ponuđena pozicija u San Franciskovom policijskom odeljenju.
Jedne noći Sonik počne igrati bejzbol sam, i jako ga rastuži činjenica da je zauvek sam. Zato počne trčati nadzvučnom brzinom i, i kao rezultat toga, slučajno pokrene elektromagnetni impuls koji uzrokuje prekid struje širom Pacifičkog severozapada. Ministarstvo odbrane Sjedinjenih Američkih Država zatraži pomoć Robotičara i naučnika Doktora Robotnika da pronađe izvor nestanka struje. Robotnik sazna za Sonika i krene ga pronaći. Sonik se skriva u garaži Toma, spreman otvoriti prsten i krenuti na drugi svet. Tada ga pronađe Tom i upuca strelicom za smirenje. Dok Sonik pada u nesvest, otvori portal u San Francisko. Portal se otvori iznad piramide Transamerika gde padne njegova vreća prstenova. Sonik zamoli Toma da mu pomogne pobeći od Robotnika, i Tom nevoljno pristane. Tom i Sonik jedva pobegnu od Robotnika, i Robotnik proglasi Toma domaćim teroristom. Tom i Sonik postaju drugari, i Tomu je žao Sonika jer je oduvek hteo druga.
Sonik i Tom odu jako daleko od Grin Hilsa, ali je Robotnik uhvatio bodlju koja je pala sa Sonikove glave. Nakon što analizira dlaku, sazna da Sonik ima dovoljno moći da napoji sve njegove robote. Zbog ovoga postane lud za Sonikom i pokuša ga uhvatiti s raznim robotima. Sonik i Tom opet pobegnu, ali eksplozija jednog robota ozledi Sonika. Tom odnese Sonika Medi, koja je u San Francisko kod svoje sestre. Medi je veoma ljuta na Toma, ali pomogne probuditi Sonika. Medina nećaka Đođo Soniku napravi nove cipele. Medi, Tom i Sonik stignu do vrha Transamerike i Sonik uzme svoje prstenove. Na vrhu ih uhvati Robotnik. Da spasi Toma i Medi, iskoristi jedan prsten da ih pošalje u Grin Hils i sam se bori s Robotnikom.
Robotnik koristi moć Sonikove bodlje da ubrza svog robota. Sonik koristi prstenove da beži kroz države u bekstvu od Robotnik, i na kraju se vrate u Grin Hils gde ih pronađu Medi i Tom. Robotnik onesvesti Sonika kad ga uhvati. Tom i Robotnik se počnu boriti dok se Sonik ponovo budi. Sonik napadne Robotnika i pošalje ga na planetu pečurki. Tom i Medi odluče ostati u Grin Hilsu i vlada izbriše sve dokaze da su Sonik i Robotnik ikad postojali. Dok Medi i Tom dopuste Soniku da se useli u njihovu kuću, Robotnik je poludio na planeti, ali počne planirati svoju osvetu s bodljom koju još uvek ima.
U sceni između odjavnih zasluga, Sonikov drug Tejls, lisac s dva repa, se pojavi na vrhu planine u potrazi za Sonikom.

## Glumačka i glasovna postava
- Ben Švorc kao Jež Sonik (u srpskoj sinhronizaciji: Mateja Vukašinović)[14] — Antropomorfni plavi jež s nadzvučnom brzinom koji bježi od vlade SAD-a i ludog Doktora Robotnika. Švorc je takođe snimao lice za animaciju Sonikovog lica.[15][16]
  - Bendžamin L. Valik daje glas bebi Soniku.
- Džim Keri kao Doktor Robotnik (u srpskoj sinhronizaciji: Dubravko Jovanović)[17] — Ludi naučnik koji juri Sonika da iskoristi njegovu moć i zavlada svetom.[18][19]
- Džejms Marsden kao Tomas Majkl „Tom“ Vahovski (u srpskoj sinhronizaciji: Milan Antonić)[20] — Šerif Grin Hilsa kojem je san biti član SFPD-a. Sonik i on postanu drugari i zajedno beže od Robotnika i vlade.[21]
- Tika Sampter kao Medi Vahovski — Tomova žena i veterinarka koja pomaže Tomu i Soniku.[22]
- Li Maždub kao Agent Stoun — Agent vlade koji radi za Robotnika.[23]
- Nataša Rotvel kao Rejčel — Medina sestra koja ne voli Toma i misli da bi bilo bolje za Medi da ga ostavi.[24]
- Melodi Nosifo Njeman kao Džodžo — Rejčelina ćerka kojoj se sviđa Sonik.[25]
- Adam Peli kao Vejd Vipel — Policajac u Grin Hilsu i Tomov drugar.[26]
- Nil Mekdona kao Benington — Vojnik koji ne voli Robotnika.[26]
- Tom Batler kao Komandant Volters — Komandant koji zapovedi Robotniku da istraži Sonika.
- Frenk C. Tarner kao Ludi Karl — Starac koji zove Sonika „plavi đavo“ i želi dokazati da postoji, iako mu niko ne veruje.[27]

U sporednim ulogama su Kolin Ošansi kao Tejls, koja Tejlsu takođe daje glas u video-igrama od 2014. Geri Čolk, koji je davao glas Graunderu u crtanoj seriji AoStH i Robotniku u crtaću Sonic Underground glumi šefa Američke ratne mornarice. Majkl Hogan glumi šefa Američkog ratnog vazduhoplovstva. Dona Džej Falks daje glas sovi Kandži, Sonikovoj čuvarici (u srpskoj sinhronizaciji: Nataša Balog). Pačakamak iz video-igre Sonic Adventure, bez dijaloga, ima kameo u sceni gde pleme ehidna juri Kandžu i Sonika. U srpskoj sinhronizaciji su takođe učestvovali: Marijana Živanović Čubrilo, Dušica Novaković, Nikola Nemešević, Bojan Hlišć, Duško Radović, Saša Joksimović, Aleksandar Gligorić, Milan Milosavljević, Milena Moravčević, Dragan Vučelić i Dimitrije Nikolić.

## Proizvodnja
Razvoj na filmskoj adaptaciji serijala Sonic the Hedgehog počeo je 1993. za vreme produkcije Dik entertejnemntove animirane serije Adventures of Sonic the Hedgehog. Mišlen Rizli, novoimenovani direktor za potrošačke proizvode koja je pomogla s licenciranjem lika za Adventures, se dogovorila s mnogim Holivudskim producentima. Tom Kalinske, glavni izvršni direktor američke strane Sege, nije bio siguran o filmu jer je mislio da će oštetiti brend, i citirao je neuspeh drugih filmova o video-igrama kao Super Mario Bros. i Street Fighter kao razlog. Iako Kalisnke nije bio siguran, Sega je bila entuzijastična. U avgustu 1994, Sega se dogovorila s kompanijama MGM i Trilogy Entertainment Group da naprave film u produkciji Pena Denšama.
MGM i Sega su zaposlili Ričarda Džefrisa, ko je bio saradnik Mišlen Rizli kad je radila za Marvel Comics. Tokom produkcije filma su razvijali Sonic X-treme (kojoj je razvoj bio otkazan 1996) za Sega Saturn, i rekli su Džefrisu da doda Sega Saturn u scenario. Džefrisova ideja za film, kojoj je ime tokom razvoja bilo Sonic the Hedgehog: Wonders of the World (srp. Jež Sonik: Čuda sveta), bila je izložena maja 1995. Iako se ideja svidela MGM-u i Segi, operativni direktor Sege, Šinobu Tojoda, preporučio je negativca koji bi bio strašniji od doktora Robotnika. MGM je otkazao projekat nakon neuspešnog pokušaja oživljavanja filma uz pomoć kompanije DreamWorks. Džefris je rekao da je film bio otkazan jer su Sega i MGM hteli više podeliti zaradu, a Denšam je rekao da su kreativne razlike nastale između Sege i Trilogy.
Sony Pictures Entertainment je 2013. stekao prava za produkciju i distribuciju filma o franšizi. Igrano-animirani film u produkciji kompanija Marza Animation Planet i Sony Pictures bio je najavljen 10. juna 2014. Marza Animation Planet animirao je mnoge scene u video-igrama u franšizi. Producent bi bio Nil H. Moric sa svojom kompanijom Original Film uz Takešija Itoa, Mija Onišija, i Toru Nakahara, sa scenarijom Evana Sasera i Vana Robišoa. Glavni izvršni direktor Sege, Hadžime Satomi, najavio je u februaru 2016. da se film planira za 2018. Tim Miler i Džef Fauler od Blur Studija bili su zaposleni 2016. da ga razviju; ovo bi Fauleru bio prvi rediteljski posao i Miler bi bio izvršni producent; Blur Studio je već radio na video-igrama franšize, animirali su scene u video-igrama Shadow the Hedgehog i Sonic the Hedgehog (2006), i Fauler je režirao scene prethodne. Patrik Kejsi, Džoš Miler, i Oren Uziel pisali su scenario, dok su Kejsi i Miler pisali priču.
Paramount Pictures najavili su da su stekli prava za film 2. oktobra 2017. nakon što ga je Sony napustio. Skoro je celi produkcijski tim ostao nepromenjen. Februara 2018. je bilo najavljeno da će film izaći u novembru 2019.
U ranijim je fazama razvoja Sonikova forma „Super Sonika“ trebala biti u filmu. Ali je ideja bila zanemarena jer je Fauler mislio da „nije baš imalo smisla još uvesti Super Sonika,“ i hteo je da film prati početak Sonika i njegovog neprijateljstva s Robotnikom. Takođe je trebalo biti više scena u Sonikovom starom svetu i trebao se pojaviti Tejls i scene gde se pokazuje drugarstvo Tejlsa i Sonika. Još jedna ranija ideja bila je da Tejls bude jedan od glavnih likova, ali su scenariste odlučili pratiti Sonika u priči, i iskoristiti kameo Tejlsa kao potencijal za nastavak.

### Odabir glumaca
Pol Radu je 29. maja 2018. bila ponuđena uloga Toma, „policajca koji se sprijatelji sa Sonikom i verovatno se udruži s njim da porazi Doktora Robotnika,“ ali je kasnije bio odbijen. Dan kasnije je bilo potvrđeno da je Džejms Marsden dobio neotkrivenu ulogu. Kasnije je bilo potvrđeno da tumači lik Toma Vahovskog. Tika Sampter je bila odabrana da tumači lik Tomove žene juna 2018. Džim Keri je bio odabran da tumači lika glavnog negativca, Doktora Robotnika. Ben Švorc se pridružio postavi augusta 2018. Švorc je zapravo obožavalac serije video-igara, i bio je odabran kad su ga Fauler i Miler zaposlili kao test kad su studijima pokazivali film. Svideo im se Švorcov glas i odabrali su ga kao Sonikov glas. Adam Peli i Nil Mekdonа pridružili su se postavi ne dugo nakon što se Švorc pridružio. Debs Hauard i Elfina Luk bili su odabrani u novembru. Reper Rif Ref dobio je neotkrivenu ulogu, ali se nije pojavio u filmu.

### Snimanje
Glavno fotografisanje počelo je u septembru 2018. i završilo u Vankuveru, Lejdismitu, i ostrvu Vankuveru 16. oktobra 2018. Postprodukcija i dodatno fotografisanje odvijalo se u oktobru u Njujorku, gde je Keri snimao svoje scene. Ključne produkcijske scene takođe su snimane u oazi Liva, Ujedinjeni Arapski Emirati.

### Vizuelni efekti
Vizuelne efekte obavili su MPC, Marza Animation Planet, Blur Studio, Trixter, i Digital Domain. Produkcijski tim je napravio realističnu verziju Sonika koristeći računarsku animaciju, s dlakom, cipelama za trčanje, dva oka, i više ljudski izgled. Koristili su medu iz istoimenih filmova kao referencu za dodavanje računarski animiranog lika u pravi svet. Izvršni producent Miler rekao je: „Bilo bi čudno i činilo bi se kao da trči goli da je neka vrsta vidre. Za nas je to uvek bilo krzno i nikada nismo smatrali ništa drugačije. To je deo onoga što ga integriše u stvarni svet i čini od njega stvarno biće.“ Miler je takođe rekao da Sega „nije bila zadovoljna“ s dizajnom Sonikovih očiju.
Animator Maks Šnajder rekao je da je Paramount očekivao negativnu reakciju na dizajn, ali da opštu publiku ne bi bilo briga, kao što se desilo s filmom Mladi mutanti nindža kornjače. Rekao je da je Paramount mislio da dizajn izgleda prikladno u pravom svetu i likovima. Fauler je putem Tvitera najavio da će Sonik dobiti redizajn nakon negativne reakcije na prvi trejler 2. maja 2019. Kao rezultat redizajna, filmov prijašnji datum izlaska (8. novembra 2019) bio premešten na 14. februara 2020. Umetnik Tajson Hesa, ko je radio na drugim medijima franšize, uključujući seriju stripova IDW-a, bio je zaposlen kao glavni dizajner. Sonik je dobio veče oči s novim bojama, nove cipele i rukavice, te manje ljudsko telo koje izgleda sličnije telu iz video-igara. Sonika je redizajnirao japanski studio Marza Animation Planet. Redizajn je budžetu produkcije dodao oko 5 miliona dolara, trajao oko pet meseci, i bio postignut bez stresnog prekovremenog rada.

### Muzika
Tom Holkenborg, ko je prethodno radio s Milerom na filmu Dedpul, bio je zaposlen februara 2019. da komponuje muziku filma. Saundtrek bio je objavljen uz film 14. februara 2020. u digitalnom i fizičkom formatu. Rif Ref, ko je trebao biti u filmu, se pojavljuje na saundtreku. Originalna pesma, „Speed Me Up“ pojavljuje se na saundtreku i odjavnoj špici filma. Singl je izdavačka kuća Atlantic Records objavila 24. januara 2020. i izvode je Viz Kalifa, Taj Dola Sajn, Lil Jati i Sueko Čajld. Pesma je dobila 15 miliona strimova i 1.8 milijardi pregleda zbog izazova „Speed Me Up“ na TikToku.  Hajper Poušnsova pesma „Friends“, uvodna špica video-igre Sonic Mania, takođe se pojavljuje, uz aranžmane pesama Masata Nakamure za video-igru Sonic the Hedgehog (1991). Holkenborg je pokušao replicirati osećaj pesama video-igara Sonic i Sonic the Hedgehog 2 koristeći FM signal-generatore Yamaha Corporationa (kao DX7) koji su slični zvučnom čipu YM2612 Sega dženesisa.

## Objava
Sonikov film je Sony Pictures Releasing zakazao za objavu 2018. Februara 2018. je Paramount Pictures premestio datum objave na 15. novembra 2019. nakon što su stekli prava. Kasnije je ponovo bio premešten na nedelju pre. Nakon što je maja 2019. bio najavljen Sonikov redizajn, reditelj Džef Fauler rekao je da je novi datum izlaska 14. februara 2020., „dovoljno vremena da poprave Sonika.“ Film Igra sa vatrom bio je objavljen umesto Sonikovog filma. Premijera filma bila je na Paramountovom pozorištu 25. januara 2020.

### Marketing
Testne snimke bile su prikazane na brazilskom Komik Kon Ekspirijensu 6. decembra 2018. Nakon prikazivanja je izašao trejler u kojem se pojavila silueta Sonika s teglajnom „A Whole New Speed of Hero“ (srp. Nova brzina heroja, paronomazija na izraz „A Whole New Breed of Hero“ (srp. Nova rasa heroja)). Kritičari i obožavaoci serijala imali su negativnu reakciju, i poredili su ga s filmom Detektiv Pikaču, u kojem su likovi iz Pokemona imali kožu i dlaku. Bivši članovi Sonic Teama, stvaraoci video-igara, takođe su bili iznenađeni. Još jedan poster je procurio na internet, koju je bio kritikovan zbog izgleda Sonikovih nogu. Zbog ovog je postera nastao internetski mim kojim su ljudi oponašali pozu. Na zvaničnom Tviteru profilu filma je tvitan poster koji prikazuje Sonika iza znaka na kojem piše rečenica „Can't a guy work out?“ (srp. Zar ne može momak trenirati?). Više slika Sonika su procurile na internet marta 2019. Recepcija fanova takođe nije bila pozitivna na njih, i stvaralac Sonika, Judži Naka, bio je „šokiran“ zbog dizajna.
Premijera prvog trejlera bila je 4. aprila 2019. Sinema Konu u Las Vegasu, i 30. aprila je bio objavljen na internet. Kriticizam trejlera bio je gotovo jednoglasan. Gita Džekson od Kotakua ga je proglasila „stravičnim“, i „grozota nad ovom iscrpljenom zemljom“. Dizajn je bio kritikovan zbog humanoidnog izgleda, i nekima je bilo neobično da se Kuliova pesma „Gangsta's Paradise“ koristila u trejleru. Šon Kin od CNET-a pohvalio je humor trejlera i reference na video-igre. Dva dana nakon što je bio postavljen, trejler je dobio više od 20 miliona pregleda na Jutjubu, s više od hiljadu negativnih ocena, puno više od pozitivnih ocena.
Drugi trejler s redizajniranim Sonikom bio je objavljen 12. novembra 2019. Ovaj trejler imao je puno pozitivniju reakciju — gledaoci su smatrali redizajn boljim, a takođe se pohvalio odabir pesme „Supersonic“ grupe J. J. Fad. Čak se i Naki svidio Sonikov novi dizajn. Drugi je trejler bio jedan od najpozitivnije ocenjenih trejlera na Jutjubu. Ovaj dizajn Sonika bio je dodat u video-igre Sonic Dash i Sonic Forces: Speed Battle s imenom „Teen Sonic“ (srp. Tinejdžerski Sonik).
Prvi sinhronizovani srpski trejler bio je objavljen na Taramauntovoj Fejsbuk stranici 9. novembra 2019. Trejler je imao Sonikov originalni dizajn. Taramaunt je objavio pet trejlera za film s novim dizajnom, neki s titlovima, neki sa sinhronizacijom, na Jutjubu.

### Kućni mediji
Zbog pandemije kovida 19 je 20. marta 2020. Paramount najavio objavu filma na formatima kućnog videa pre nego što je film bio u kinima tradicionalnih 90 dana. Digitalna verzija bila je objavljena 31. marta 2020., i objava na formatima Blu-rej, 4K Ultra HD i DVD-a stigla je 19. maja. Svaka objava na kućnim medijima imala je kratkometražni filmčić Around the World in 80 Seconds (srp. Oko sveta u 80 sekundi). Do 6. decembra 2020. je film bio velik uspeh na formatima kućnog videa, s više o 1,9 miliona prodanih kopija, što je zaradilo 40 miliona dolara. Bio je šesti najprodavaniji film 2020. u SAD-u. Film je samo dostupan digitalno bez sinhronizacije na HBO GO-u u Srbiji, i nema izdanje na DVD-u.

## Prijem

### Zarada na blagajnama
Sonikov film je međunarodno zaradio 319,7 miliona dolara. Šesti je film s najvećom zaradom 2020., kao i film o superherojima s najvećom zaradom godine, što je završilo decenijski niz filmova o superherojima s najvećom zaradom Marvel Studiosa.
U SAD-u i Kanadi, film je objavljen zajedno s filmovima Ostrvo fantazija, The Photograph i Downhill, a u početku je projektovano da zaradi 40—50 miliona dolara iz 4.130 bioskopa u svom četvorodnevnom vikendu povodom otvaranja Dana predsednika. Nakon što su prvog dana zaradili 21 milion dolara (uključujući 3 miliona dolara s pregleda u četvrtak uveče), procene su povećane na 64 miliona dolara. Nastavio je na vrhu blagajne s premijerom od 58 miliona dolara tokom trodnevnog vikenda i 70 miliona dolara za četiri, oborivši rekord filma Detektiv Pikaču za najuspešniji vikend otvaranja filma zasnovan na video-igri. Ujedno je bio četvrti najbolji praznični vikend za Dan predsednika i drugi najveći vikend za otvaranje filma Džima Kerija, iza Svemogućeg Brusa. Uspehu filma delimično je doprineo redizajn glavnog lika i publicitet koji je stvorio, kao i posledično odlaganje objavljivanja filma koje mu je omogućilo da se otvori u vrhuncu vremena kada će se suočiti s manjom konkurencijom drugih porodičnih filmova. Tokom drugog vikenda, film je zaradio 26,2 miliona dolara i zadržao prvo mesto na blagajnama, dovodeći svoj desetodnevnu domaću zaradu na 106,6 miliona dolara. U trećem je vikendu film zaradio 16,3 miliona dolara, a svrgnuo ga je novopridošli Nevidljivi čovek. 14. marta 2020. godine postao je film s najvećom zaradom zasnovan na video-igri u istoriji američkih blagajni.
Film je bio veoma uspešan na internacionalnim tržištima. Najveća tržišta su: Meksiko, Ujedinjeno Kraljevstvo, Francuska, Nemačka i Brazil. Tokom međunarodne objave u drugom vikendu, film je u Rusiji zaradio 6,3 miliona dolara. U Japanu je film bio objavljen 26. juna 2020. zbog pandemije kovida 19, i bio je 6. najuspešniji film tog vikenda. Još jedna država u kojoj je film izašao kasnije zbog koronavirusa je Kina, gde je izašao 26. juna 2020. Zbog mera opreza za virus u kineskim kinima, film nije bio uspešan na blagajni.

### Kritike
Na Rotten Tomatoesu, film ima ocenu 63% na bazi 238 recenzija i prosečnom ocenom 5.8/10. Na Metacriticu, film ima ocenu 47 od 100 na bazi 42 kritičara. Anketa CinemaScorea pokazuje da bi publika filmu dala prosečnu ocenu „A“ na ljestvici od A+ do F, i PostTrakova anketa pokazuje da bi 70% gledaoca preporučilo film, s prosečnom ocenom od 4 kroz 5 zvezdica. Akim Lauanson od IGN-a je filmu dao ocenu 7 kroz 10. Dami Li sajta The Verge je pozitivno ocenio film. Inverse, The Hollywood Reporter i The Washington Post su takođe dali filmu pozitivnu ocenu. Empire, The New York Times, Variety, The Guardian, i RogerEbert.com su svi dali filmu negativnu ocenu.

### Pohvale
Džim Keri bio je izabran za nagradu najboljeg portretiranja negativca u filmu (Doktora Robotnika) od Kritiks čojs super avordsa.

## Nastavak
U promotivnom intervjuu za film, Keri je rekao da može zamisliti da razvija Robotnika za nastavak: „Ne bih imao ništa protiv da napravim još jedan, jer je pre svega bilo toliko zabavno i pravi izazov pokušati da ubedim ljude da imam trocifreni IQ... Ima toliko prostora, znate, Robotnik nije dostigao svoju apoteozu.“ U februaru 2020. je Fauler rekao da je planirao potencijalni nastavak koji će sadržati više elemenata iz video-igara. U martu 2020. je Marsden potvrdio da je potpisao više nastavaka. U januaru 2021. je Sampter objavila da ponavlja ulogu Medi.
Nastavak je bio najavljen 28. maja 2020. godine, a Fauler se vratio kao režiser, a Kejsi i Miler kao pisci. Takođe je potvrđeno da će se Tim Miler, Hadžime Satomi i Haruki Satomi vratiti kao izvršni producenti, a Nil H. Moric, Tobi Ašer i Toru Nakahara kao producenti. Objavljivanje nastavka zakazano je za 8. april 2022. Proizvodnja treba da počne u martu 2021., sa snimanjem u Britanskoj Kolumbiji u Kanadi. Proizvodnja koristi kodno ime „Emerald Hill.“ 8. decembra 2020. godine potvrđeno je da će se umetnik Tajson Hesa vratiti na nastavak zajedno s bivšim crtačem za mnoge serije, Filom Markom. 22. decembra 2020. objavljeno je da će se Ehidna Nakls pojaviti u nastavku, zajedno s novim likom imena Randal.
Srpski naziv filma je Taramount potvrdio 10. februara 2021.